# Сасаки, Норио
Норио Сасаки (яп. 佐々木 則夫; род. 24 мая 1958, Ямагата) — японский футболист, тренер.

## Клубная карьера
Сасаки учился и играл в средней школе Тейкё (с которой выиграл национальное соревнование среди школ) и университете Мэйдзи. Его школьный клуб также прошел в полуфинал на национальном турнире по футболу среди школьников. Также был капитаном школьной команды.
После окончания Университета Мэйдзи Сасаки начал работать в Nippon Telegraph and Telephone и присоединился к клубу компании НТТ Канто. Выступал на позиции полузащитника и защитника. В 1986 году вместе с командой добился повышения во второй японский дивизион. Завершил карьеру в 33 года. 